# مومياء

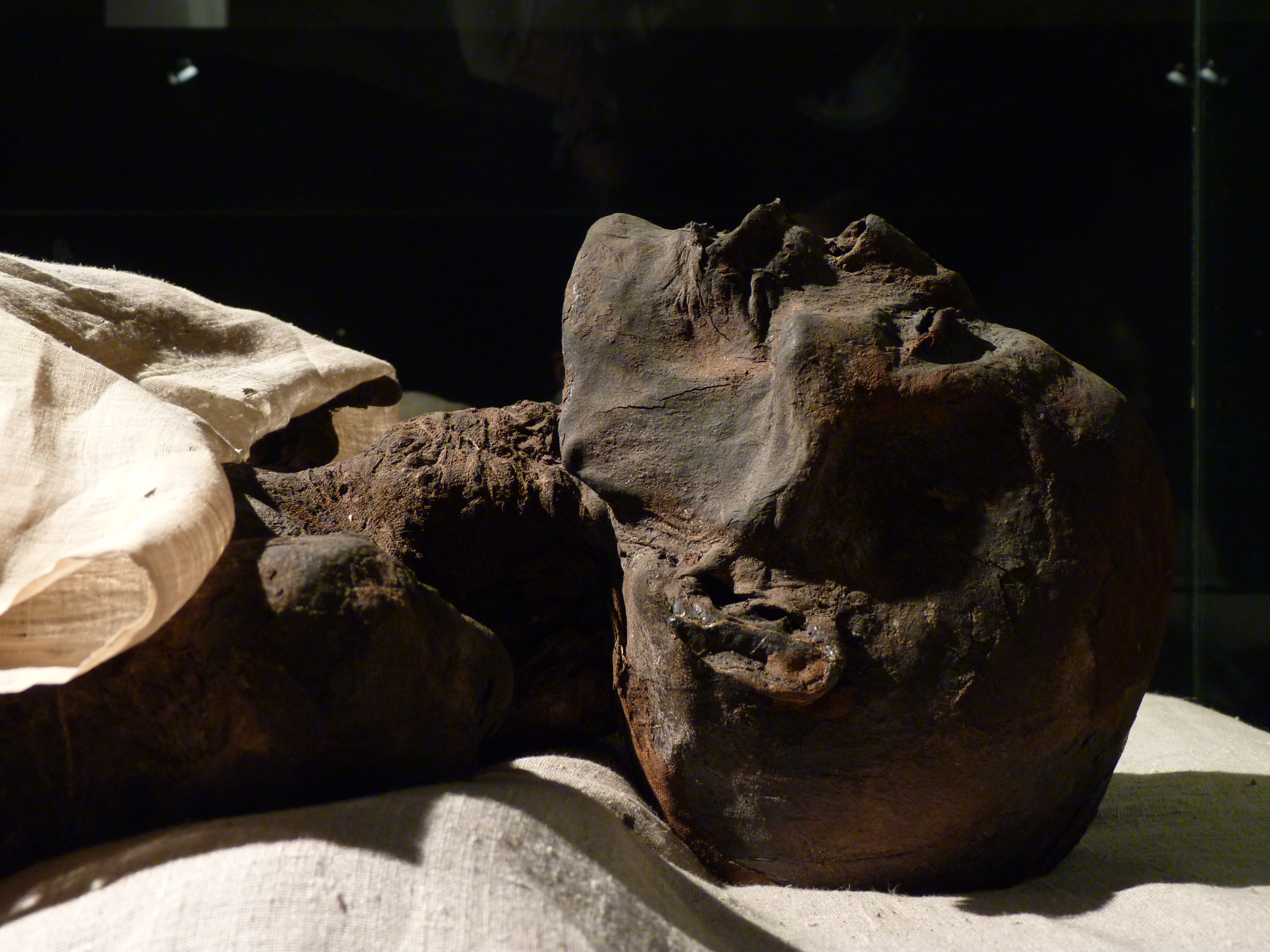
مومياء رمسيس الأول

المومياء هي جسد أو جثة محفوظة - بهدف حمايتها من التحلل بواسطة مادة ما. وكان المصريون القدماء يستخدمون الخل والملح للتحنيط وكانوا ينزعون جميع أعضاء الجثة إما بطرق طبيعية أو اصطناعية - والتي حافظت على شكلها العام. وتتم عملية الحفظ إما بالتجفيف التام، التبريد الشديد، غياب الأكسجين أو استخدام الكيماويات. وتطلق لفظة مومياء على كل البقايا البشرية من أنسجة طرية. والتحنيط قد يكون موجودا في كل قارة لكن الطريقة ترتبط بطريقة قدماء المصريين ولهذا ينسب إليهم. وأول دراسة للمومياوات كانت في القرن 19.
أشهر المومياوات هي تلك التي حنطت بشكل متعمد بغرض حفظها لفترات طويلة، وخاصة تلك المومياوات التي تعود لفراعنة المصريين القدماء. آمن المصريون القدماء بأن الجسد هو منزل الكا أو القرين، وهو أحد العناصر الخمسة التي يتكون منها الإنسان، الأمر الذي جعل من حفظ الجسد ضروريا من أجل الحياة الأخرى الأبدية التي كان المصريون يؤمنون أن الإنسان ينتقل إليها عند وفاته.
ترتبط المومياوات بالأساطير والمحنطات المصرية. لكن اكتشفت مومياوات عديدة محفوظة تم العثور عليها في كل أنحاء العالم وبكل القارات حيث اتبع فيها أسلوب التحنيط.

## الأصل اللغوي
الكلمة الإنجليزية Mummy هي مشتقة من اللغة اللاتينية للعصور الوسطى من كلمة mumia، والتي استعيرت من اللغة العربية في العصور الوسطى من كلمة (مومياء) العربية ومن الفارسية من كلمة "موم" والتي تعني (شمع).
يُعرِّف قاموس أكسفورد المومياء أنها «جسد إنسان أو حيوان محنط (وفقًا للطريقة المصرية القديمة أو طريقة مشابهة) كإعداد للدفن»، مستشهدة بمصادر من عام 1615م فصاعدًا. ومع ذلك فإن سيكلوبيديا شيمبر (Chamber's Cyclopædia) وعالم الحيوان الفيكتوري فرانسيس تريفيليان بكلاند يعرّفان المومياء على النحو التالي: «جسم بشري أو حيواني جاف بسبب التعرض للشمس أو الهواء. يتم تطبيقه أيضًا على جثة حيوان متجمدة مغروسة في ثلج ما قبل التاريخ».
تُعرف الدبابير من جنس اليودس باسم «الدبابير المومياء» لأنها تلف فريستها كاتربيلر كأنها «مومياء».

## تاريخ دراسات المومياء

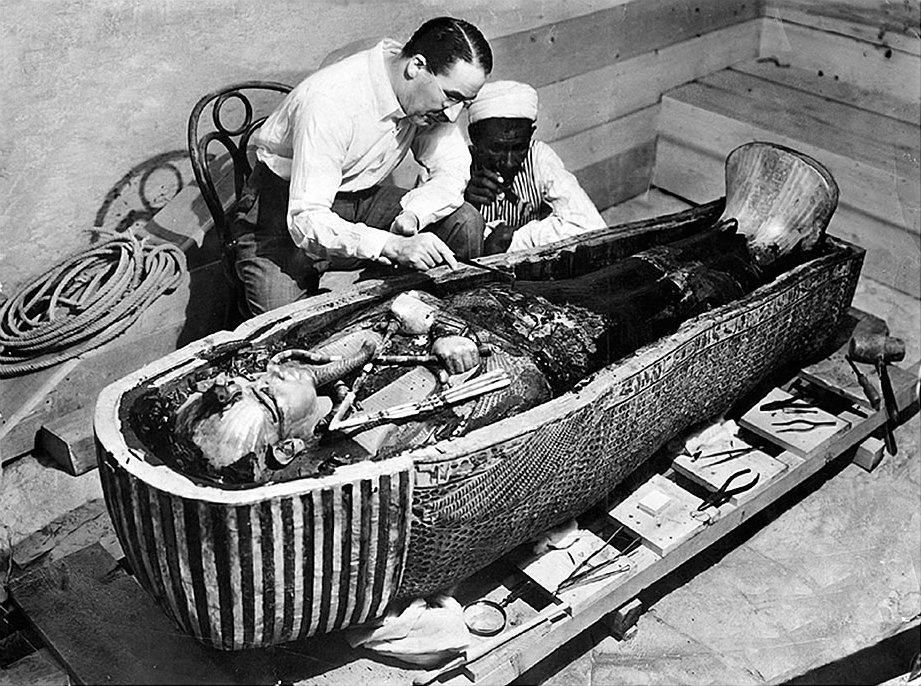
هوارد كارتر يفحص نعش توت عنخ آمون الأعمق

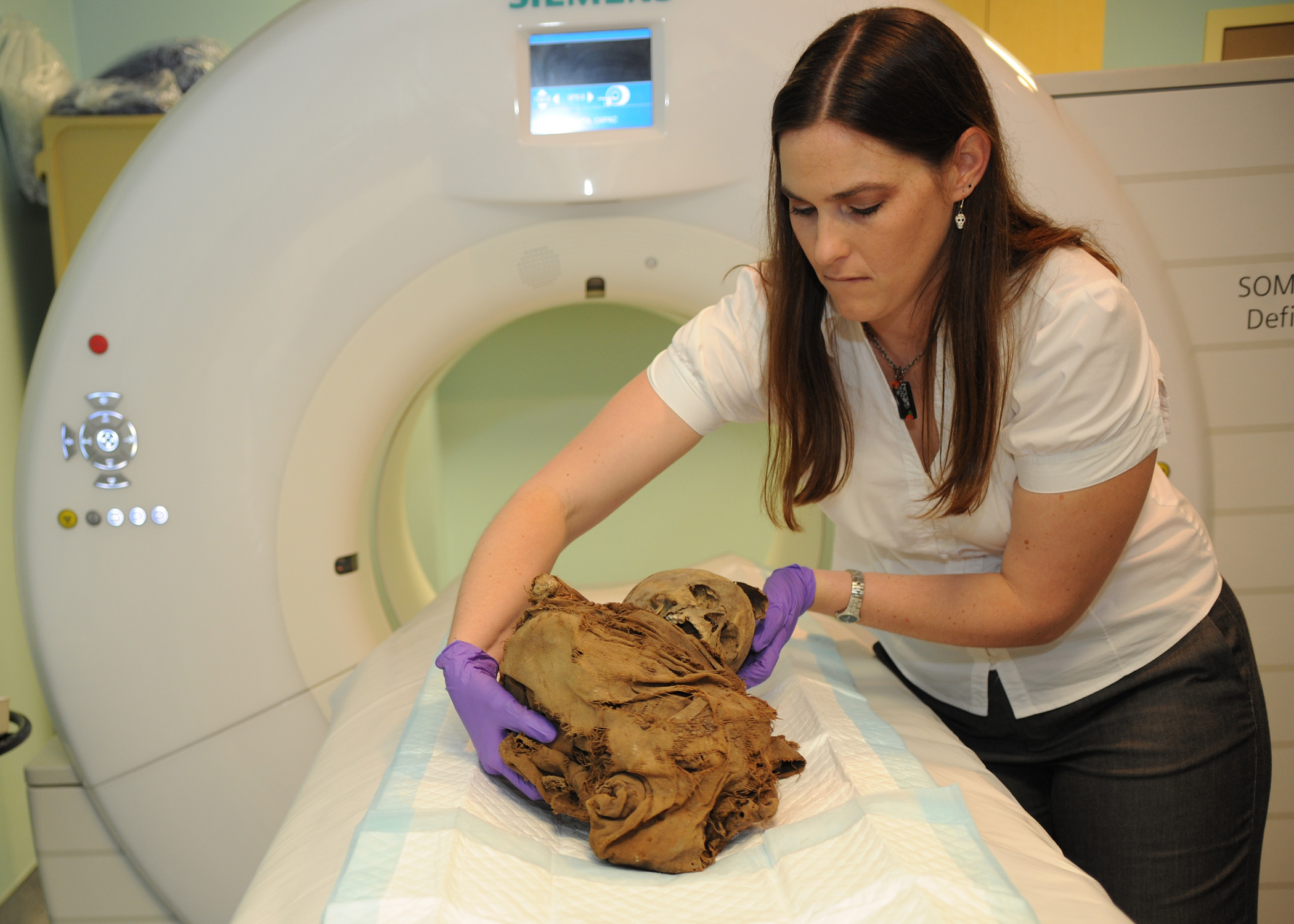
مومياء طفل من بيرو تبلغ من العمر 550 عامًا يتم تحضيرها لإجراء فحص بالأشعة المقطعية

بينما يعود الاهتمام بدراسة المومياوات إلى اليونان البطلمية، بدأت معظم الدراسات العلمية المنظمة في بداية القرن العشرين. وقبل ذلك تم بيع العديد من المومياوات التي أعيد اكتشافها كفضول أو لاستخدامها في المستجدات العلمية الزائفة مثل موميا (بالإنجليزية: mummia.)‏. وقد بدأت أولى الاختبارات العلمية الحديثة للمومياوات في عام 1901، والتي أجراها أساتذة في كلية الطب الحكومية باللغة الإنجليزية في القاهرة بمصر. بينما ظهرت أول أشعة سينية لمومياء في عام 1903، عندما استخدم الأستاذان جرافتون إليوت سميث وهوارد كارتر آلة الأشعة السينية الوحيدة في القاهرة في ذلك الوقت لفحص جثة تحتمس الرابع المحنطة. وقد قام الكيميائي البريطاني ألفريد لوكاس بتطبيق التحاليل الكيميائية على مومياوات مصرية خلال نفس الفترة، مما أعاد العديد من النتائج حول أنواع المواد المستخدمة في التحنيط. قدم لوكاس أيضًا مساهمات كبيرة في تحليل توت عنخ آمون في عام 1922.
شهدت الدراسة الباثولجيية للمومياوات مستويات متفاوتة من الشعبية طوال القرن العشرين. ففي عام 1992 عقد المؤتمر العالمي الأول لدراسات المومياء في بويرتو دي لا كروز في تينيريفي في جزر الكناري. وقد حضر المؤتمر أكثر من 300 عالم لمشاركة ما يقرب من 100 عام من البيانات التي تم جمعها حول المومياوات. وأثارت المعلومات المقدمة في الاجتماع موجة جديدة من الاهتمام بالموضوع، وكانت إحدى النتائج الرئيسية هي تكامل المعلومات الطبية الحيوية وعلم الآثار البيولوجية (bioarchaeological) عن المومياوات مع قواعد البيانات الموجودة. حيث لم يكن ذلك ممكناً قبل المؤتمر بسبب التقنيات الفريدة والمتخصصة للغاية المطلوبة لجمع مثل هذه البيانات.
في السنوات الأخيرة أصبح التصوير المقطعي المحوسب أداة لا تقدر بثمن في دراسة التحنيط من خلال السماح للباحثين «بفتح» المومياوات رقميًا دون المخاطرة بإلحاق الضرر بالجسم. مستوى التفاصيل في مثل هذه الفحوصات معقد للغاية بحيث يمكن إعادة بناء البياضات الصغيرة المستخدمة في مناطق صغيرة مثل الخياشيم رقميًا في 3-دي. وتم استخدام مثل هذه النمذجة لإجراء عمليات تشريح رقمية على المومياوات لتحديد سبب الوفاة وأسلوب الحياة، كما في حالة توت عنخ آمون.

## الأنواع
تنقسم المومياوات عادة إلى واحدة من فئتين متميزتين: بشرية المنشأ أو عفوية تلقائية. تم إنشاء المومياوات البشرية عن عمد من قبل الأحياء لعدد من الأسباب، وأكثرها شيوعًا للأغراض الدينية. بينما تم إنشاء المومياوات العفوية مثل الأوتزي عن غير قصد بسبب الظروف الطبيعية مثل الحرارة الشديدة الجفاف أو البرودة، أو الظروف اللاهوائية مثل تلك الموجودة في المستنقعات. ففي حين أن معظم المومياوات الفردية تنتمي حصريًا إلى فئة أو أخرى، هناك أمثلة على كلا النوعين مرتبطين بثقافة واحدة، مثل تلك الموجودة في الثقافة المصرية القديمة وثقافات الأنديز في أمريكا الجنوبية. وقد تم العثور على بعض جثث التحنيط المحفوظة جيدًا في وقت لاحق تحت الكنائس المسيحية، مثل الفيقار المحنط نيكولاس رونجيوس الذي عثر عليه تحت كنيسة القديس ميخائيل في كيمينما بفنلندا.

## المومياوات المصرية

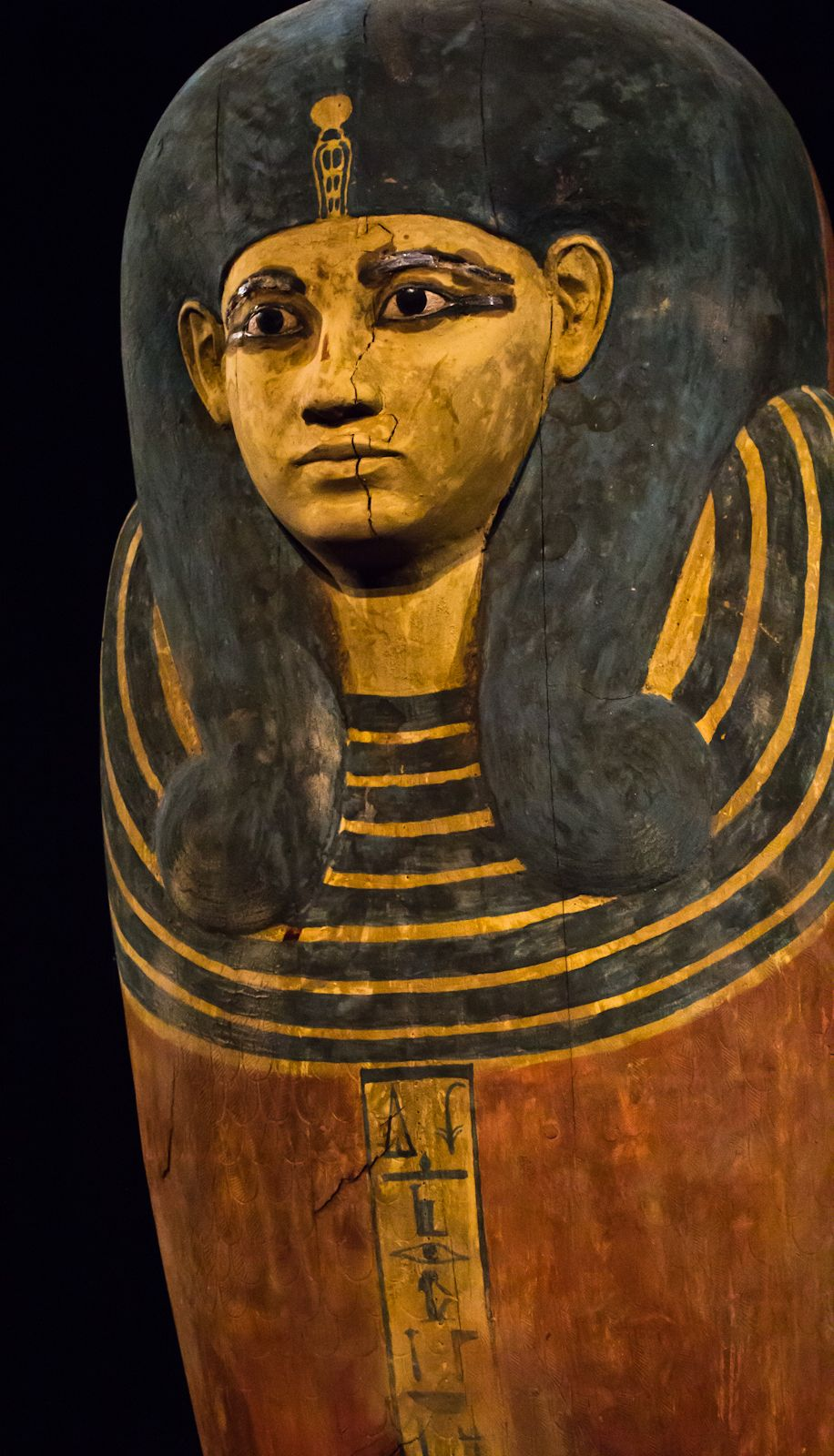
مومياء أحمس مريت آمون

إن المومياوات المصرية ليست مجرد لفائف من قماش الكتان تلف بها الأجساد الميتة فقط. ولكنها طريقة لوجود بيوت دائمة للأرواح. وهذه طريقة تحايلية على الموت. وفي التحنيط كان يستخرج المخ من فتحة الأنف وتفرغ الأحشاء من البطن والصدر، وكان الجسم المفرغ ينقع في الملح ويجفف. وكان الجلد الجاف يعالج بخليط من الزيوت والراتنجات (أصماغ). ووجد أن المومياء كانت تلف بعشرات الأمتار من قماش الكتان لتصنع منها ملابس الميت في حياته الأخرى الأبدية. وكانت تتلى عليها التعاويذ وتمارس عليها الطقوس قبل الدفن وكان يدفن معه الطعام والشراب وكل ما سيحتاجه ليعيش حياة هنية بعد الموت. وكانت تدفن المومياوات في رمال الصحراء المترامية والجافة لامتصاص السوائل من الجسم وتجفيفه لحفظ الجلد والأظافر والشعر بعيدا عن ضفتي النيل حيث الزراعة. وكان المصريون يدفنون في المقابر المشيدة. وكان قدماء المصريين يلفون الميت بقماش الكتان المغموس في الراتنجات منذ 3400 سنة ق.م..

## المومياوات في أمريكا الجنوبية

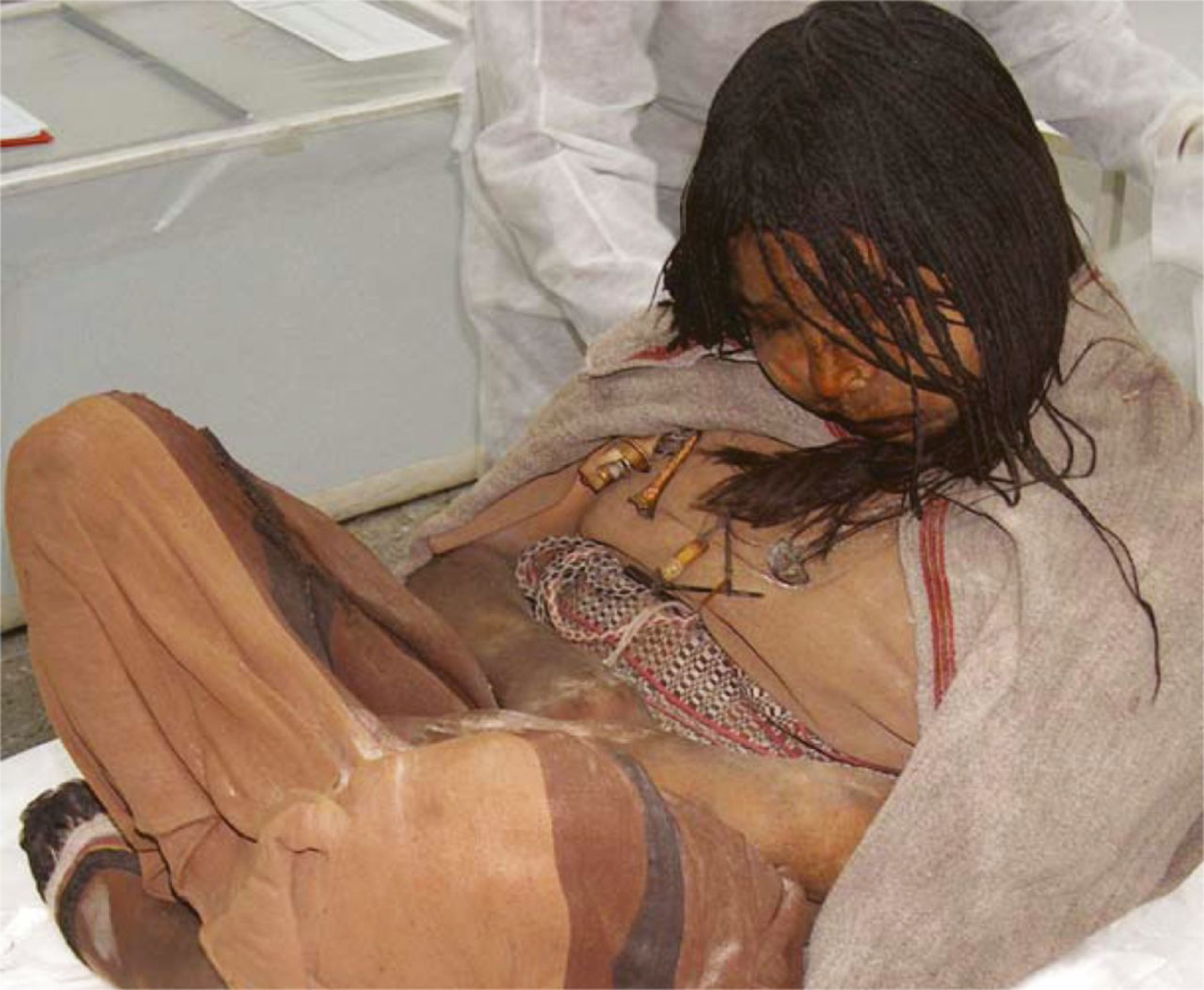
مومياء لولايلاكو في مقاطعة سالتا (الأرجنتين).

كان التحنيط يمارس أيضا في جنوب أمريكا قبل قدماء المصريين بآلاف السنين. فلقد تم العثور على رأس الصبي شينكورو على ساحل صحراء أتاكاما شمال شيلي وجنوبي بيرو وكان التحنيط تقوم به جماعة شينكورو التي كانت تمارس صيد السمك التي لم يكن لها سمات حضارية سوى التحنيط. فمنذ 6000 سنة ق.م. كان التحنيط بإعادة بناء جسم الميت بعد انتزاع اللحم من جسم الميت والأحشاء الداخلية والجلد والمخ. وكانت العظام تجفف بالرماد الساخن. ثم يعاد تشكيله بربطه بأغصان لتثبيته وحشوه بالأعشاب وكان يغطى بالجلد ويرقع بجلد طائر البيلكان أو سبع البحر. ويغطى الجلد بطبقة ثخينة من عجينة الرماد ويوضع قناع من الطين على الوجه ويدهن بأملاح المنجنيز السوداء أو بالمغرة الحمراء ليصبح نسخة مشابهة للميت. وكان يعاد طلاء القناع. ومعظم مومياوات شينكورو من الأطفال والأجنة. لهذا كانت النسوة أول من قمن بالتحنيط للاحتفاظ بأبنائهن. ولقد ظل التحنيط بواسطة الشينكورو في حضارات بيرو قبل مجيء الإسبان ولا سيما في غابات أريزونا المطيرة والمناطق الصحراوية. وكانت الأجسام المحنطة في وضع القرفصاء حيث كانت الركبتان مشدودتان تحت الذقن واليدان موضوعة قرب الوجه وكان الفكان فاغرين. وكانت المومياء تغطى بالقماش. وهناك مومياوات الجليد ترجع لعصر الإنكا حيث تحتفظ الجبال فوق قممها الجليدية بالقرابين البشرية التي تصبح مومياوات محفوظة بالتجميد. فلقد عثر مؤخرا في الجليد فوق جبال الإنديز على 100 مومياء مجمدة ومحاطة بالذهب والفضة والعطايا لتصحبها للآلهة. وعندما استعمر الإسبان المنطقة نهبوا الذهب والفضة وجردوا المومياوات من ملابسها في منطقة جواش منذ عام 1532 ومنعوا المواطنين من حفظ أرواحهم.

معظم مومياوات أوروبا وأمريكا التي وجدت قد حفظت طبيعيا، كرجل الجليد التي حفظت جثته بالتجميد في جبال الألب عند الحدود النمساوية الإيطالية منذ 5000 سنة، و8 جثث مجمدة عثر عليها لنساء وأطفال في ملابسها الجلدية المحكمة في ثلاجة جرينلاند عمرها 500 سنة. ووجدت مومياوات للسلت (مادة) بشمال غربي أوروبا حيث البيئة حامضية، مما حافظ على الأنسجة وجعل لون الجلد بنيا غامقا. وترجع لعصر الحديد (400 ق.م. –400م. مومياوات أوروبا وأمريكا الشمالية). ومعظمها مهشمة الجماجم ومخنوقة أو بالحلق فتحات طولية؛ وكانت قد قدمت كقرابين، ومن أشهرها مومياء تولوند التي عثر عليها في الدنمرك.

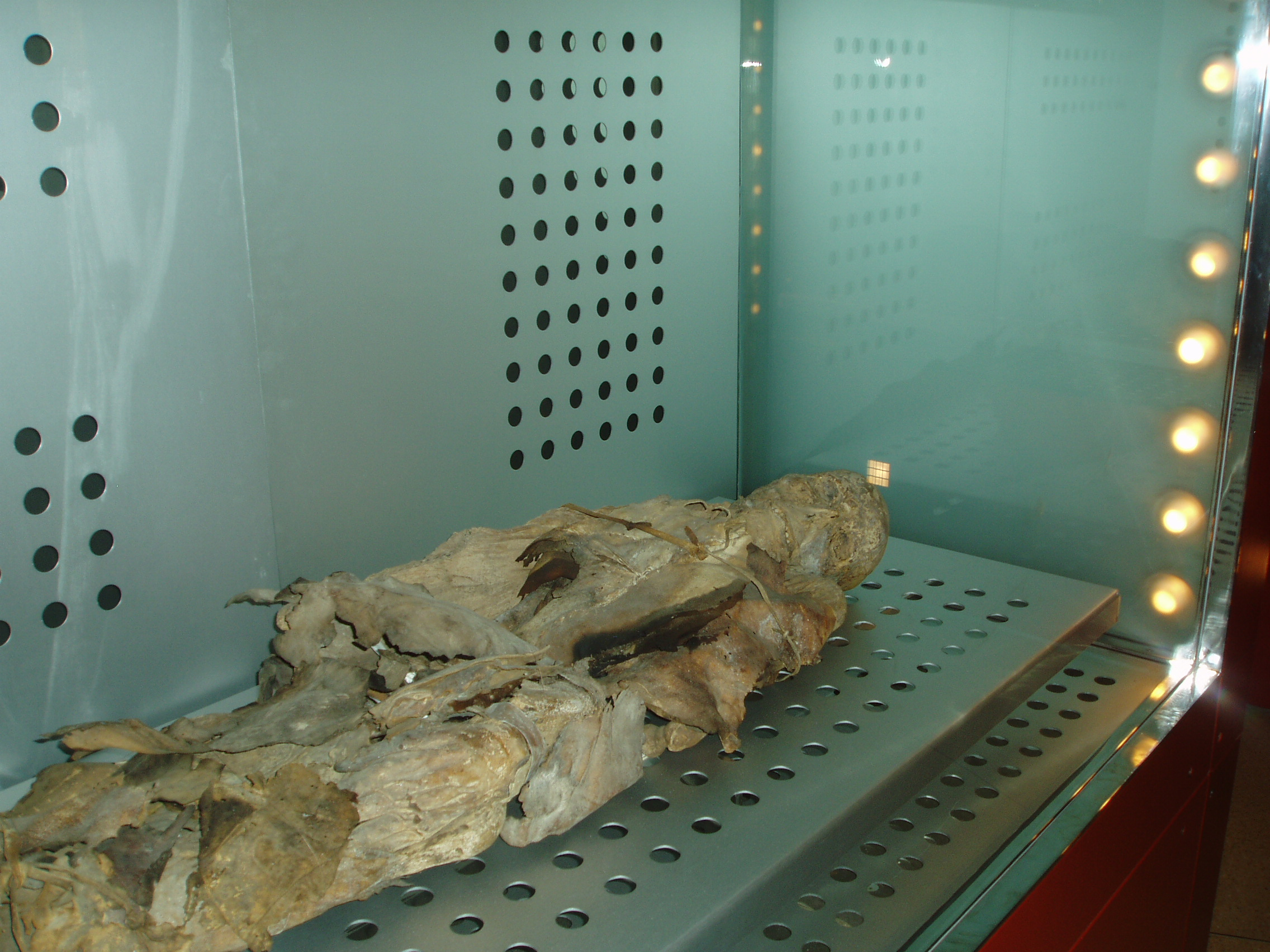
مومياء غوانش (إسبانيا)

## مومياوات آسيا
في الصين وتحديدا في منطقة تاريم عثر على مومياوات تاريم وهي مومياوات ذات ملامح قوقازية بشعرها الأحمر وملابس التتر، عمرها 3500 سنة وقد عثر عليها بصحراء تكلا ما كان غرب الصين. وكان قد عثر على مومياء لسيدة في ثلاجة الطاي على حدود سيبيريا مع منغوليا. ولقد تم العثور على مومياوات في آلاسكا وجنوب غربي أمريكا وإيطاليا وأستراليا. كما عثر على مومياوات بكهف خلفتها قبيلة إيبالوا Ibaloi بمدينة كابايان الواقعة بإقليم بنجويت بشمال الفليبين منذ مئات السنين وبالتحديد منذ القرن 12 وحتى مجيء القساوسة الإسبان في القرن 16. وكانت المومياوات في وضع القرفصاء كالجنين في أكفانها الخشبية ومعظمها أفواهها ممطوطة كأنها تتحدى الموت.. وكان الأثرياء يحضرون لموتهم باختيار مقابرهم التي سيدفنون فيها ولا سيما إذا كانوا يعانون من مرض الموت أو بلغ بهم العمر عتيا. وكان يعطى لهم محلول ملحي وهم أحياء لأنهم كانوا يعتقدون أنه ينظف الأحشاء الداخلية.. وبعد موتهم كان الابن الأكبر ينفث دخان الطباق في فم أبيه الميت ليطهر الأنسجة ويحفظها. لهذا المومياوات أفواهها فارغة. ثم تخلع ملابس الميت ويغسل بالماء العذب ويوضع فوق كرسي ويقيد به رأسه وظهره. ويوقد نار هادئة لتجفف جسد الميت. وكان يوضع إناء تحته لينزل به السوائل التي يعتقد أنها مقدسة فلا تهدر بل يحافظ عليها وعندما يتخلص جسم الميت من السوائل يوضع في الشمس لتسريع عملية التجفيف. ثم تقشر بشرة الجلد ومكانها يدعك المكان بالنباتات المحلية. ثم يغطى المكان بالوشم برسومات مزخرفة ومنتظمة. وكان الوشم يرسم بخليط من السخام (الهباب أو السناج) وعصير الطماطم والماء وكان يوضع تحت الجلد بإبرة. وقرب كهف الدفن كانت تقطع شجرة صنوبر طازجة لعمل الكفن.

## المومياوات في اليمن
وجد في اليمن العديد من المومياوات في العديد من المناطق، منها صنعاء ومحافظة المحويت وذمار والجوف وشبام. وقد تم اكتشاف مومياء في اليمن يعود تاريخها إلى 3200 عام أي ما يقارب 1200 ق.م. مارس اليمنيون التحنيط لتلبية متطلبات بعض الديانات اليمنية القديمة البائدة. وعند مجيء الإسلام ترك اليمنيون التحنيط.
وجدت معظم المومياوات اليمنية ملفوفة بالكتان داخل أكياس جلدية، بعضها في حالة قرفصاء، في مقابر صخرية في مناطق وعرة من الجبال حيث توجد مقابر صخرية مماثلة، وهي في دولة مالي بالإضافة إلى بعض المناطق في إفريقيا الشمالية. ووجد أسفل إحدى المقابر الصخرية التي اكتشفت كتابات على الجبل بلغة غير العربية وهذا يدل على أن تلك المقابر تعود إلى زمن بعيد نظراً لأن اللغة العربية لم تكن حاضرة في المجتمع آنذاك.
وتعد اليمن من أفضل الدول عالمياً في استخدام أفضل طرق التحنيط حيث تحل في المرتبة الثالثة بعد مصر وتشيلي، حيث كانوا يستخدمون في عملية التحنيط الزبيب ودهن الجمل وبعض أوراق النباتات حسب إفادة البروفيسور ألن فرومانت مدير مجموعة متاحف الإنسان بباريس وكبير خبراء البعثة الفرنسية التي زارت اليمن في مارس 2009 م.

## المومياء في أوروبا
القارة الأوروبية هي موطن لمجموعة متنوعة من المومياوات العفوية والبشرية المنشأ. وجاءت بعض أفضل المومياوات المحفوظة من مستنقعات منتشرة في جميع أنحاء المنطقة. ترك رهبان الكبوشي الذين سكنوا المنطقة وراءهم مئات الجثث المحفوظة عمداً والتي قدمت نظرة ثاقبة لعادات وثقافات الناس من مختلف العصور. وقد تم اكتشاف إحدى أقدم المومياوات (الملقبة بأوتزي) في هذه القارة. ويستمر اكتشاف مومياوات جديدة في أوروبا في القرن الحادي والعشرين.

### إيطاليا

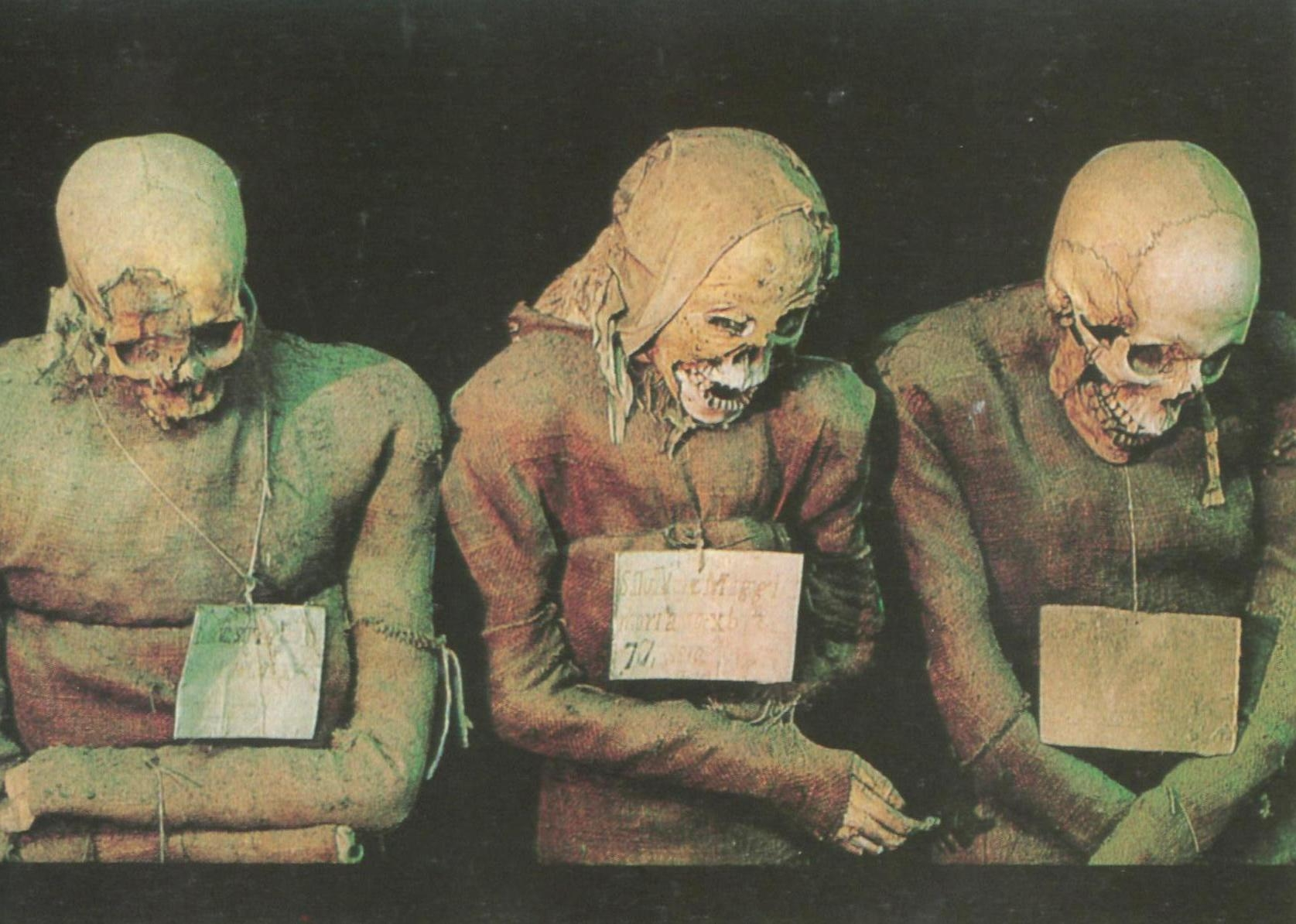
مومياوات في ممر الإخوة في سرداب الموتى (Catacombe dei Cappuccini).

أدى تنوع الجغرافيا والمناخ في إيطاليا إلى العديد من حالات التحنيط التلقائي. وتُظهر المومياوات الإيطالية نفس التنوع، مع مجموعة من التحنيط الطبيعي والمتعمد المنتشر عبر قرون وثقافات عديدة.
تم اكتشاف أقدم مومياء طبيعية في أوروبا في عام 1991 في جبال الألب أوتزال على الحدود النمساوية الإيطالية. المومياء الملقبة بأوتزي هي رجل يبلغ من العمر 5300 عام يعتقد أنه عضو في مجموعة التامين-كاراسو-إيزيرا (Tamins-Carasso-Isera) الثقافية في جنوب تيرول. فعلى الرغم من عمره كشفت دراسة حديثة للحمض النووي أجراها والثر بارسون من جامعة إنسبروك الطبية أن لدى أوتزي 19 قريبًا جينيًا حيًا.
تم بناء سراديب الموتى الكبوشي في باليرمو في القرن السادس عشر من قبل الرهبان في دير كابوشين في باليرمو. وقد كان القصد منه في الأصل الاحتفاظ ببقايا الرهبان المتوفين المحنطة عمداً، وأصبح الدفن في سراديب الموتى رمزًا لمكانة السكان المحليين في القرون التالية. واستمرت المدافن حتى عشرينيات القرن الماضي مع دفن روزاليا لومباردو أحد آخر المدافن. وإجمالاً تستضيف سراديب الموتى ما يقرب من 8000 مومياء. (انظر: كتاكومب دي كابتشيني)
جاء أحدث اكتشاف للمومياوات في إيطاليا في عام 2010، عندما تم العثور على ستين بقايا بشرية محنطة في سرداب كنيسة تحويل القديس بولس في روكابيلاغو دي بيفيبيلاغو بإيطاليا. حيث تم بناء القبو في القرن الخامس عشر كمدفع وتم تحويله لاحقًا في القرن السادس عشر، وتم إغلاق القبو بمجرد وصوله إلى سعته، تاركًا الجثث للحماية والمحافظة عليها. وأعيد فتح القبو أثناء أعمال الترميم في الكنيسة، مما كشف عن مجموعة متنوعة من المومياوات بالداخل. ثم تم نقل الجثث بسرعة إلى متحف لمزيد من الدراسة.

## لعنة المومياوات
كان شعب قبيلة إيبالوا يعتقدون أن الشخص عندما يموت تظل روحه لتتداخل مع الأحياء. وتدور حول هذه الأرواح الأساطير ولعناتها. وهذا أيضا ما يردد حول مومياوات قدماء المصريين حيث يعتقد أنها لا بد وأن تترك في مقابرها لتعيش في سلام، ومن يضايقها في مضاجعها تلاحقه لعنات أرواحها.

## التحنيط الذاتي
يكرّم بعض البوذيين الرهبان الذين ظلت أجسادهم سليمة دون أي آثار للتحنيط المتعمد والذين يعتقدون أنهم نجحوا في إماتة أجسادهم حتى الموت. كان التحنيط الذاتي يمارس حتى أواخر القرن التاسع عشر في اليابان وتم حظره منذ أوائل القرن العشرين.
تم الإبلاغ عن أن العديد من رهبان الماهايانا البوذيين يعرفون وقت وفاتهم وتركوا وصاياهم الأخيرة وبناءً على ذلك قام طلابهم بدفنهم في وضع اللوتس ووضعهم في وعاء به عوامل تجفيف (مثل الخشب أو الورق أو الجير) ومحاطة بالطوب؛ ليتم استخراجها لاحقًا عادةً بعد ثلاث سنوات. ثم تزين الجثث المحفوظة بالطلاء وتزخرف بالذهب.
يتم عرض الجثث التي يُزعم أنها رهبان محنطون بأنفسهم في العديد من الأضرحة اليابانية، وقد زُعم أن الرهبان قبل وفاتهم تمسكوا بنظام غذائي ضئيل يتكون من الملح والمكسرات والبذور والجذور ولحاء الصنوبر وشاي أوروشي.

## المومياوات الحديثة

### جيريمي بنثام

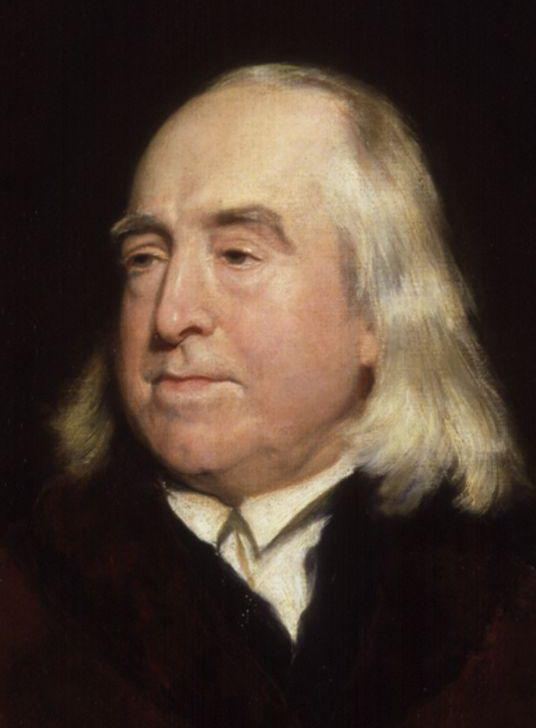
تمنى جيريمي بنثام التحنيط بعد وفاته.

في ثلاثينيات القرن التاسع عشر ترك مؤسس النفعية جيريمي بنثام التعليمات التي يجب اتباعها عند وفاته والتي أدت إلى إنشاء نوع من مومياء العصر الحديث. وطلب عرض جسده ليوضح كيف أن «الرعب من التشريح ينشأ من الجهل». بمجرد عرضه وإلقاء محاضرات حوله، طلب الحفاظ على أجزاء جسده بما في ذلك هيكله العظمي (باستثناء جمجمته والتي على الرغم من سوء الحفاظ عليها تم عرضها تحت قدميه حتى تطلبت السرقة تخزينها في مكان آخر)، ويجب أن يرتدي الملابس التي يرتديها عادة وأن يكون: «جالسًا على كرسي أشغله عادةً عندما أعيش في الموقف الذي أجلس فيه عندما أفكر». وجسده المجهز برأس شمعي تم إنشاؤه بسبب مشاكل في تحضيره كما طلب بينثام، معروض في العلن في يونيفرسيتي كوليدج لندن.

### فلاديمير لينين
خلال أوائل القرن العشرين تصورت الحركة الكونية الروسية التي يمثلها نيكولاي فيودوروفيتش فيودوروف القيامة العلمية للأموات. كانت الفكرة شائعة جدًا لدرجة أنه بعد وفاة فلاديمير لينين اقترح ليونيد كراسين وألكسندر بوجدانوف الحفاظ على جسده ودماغه من أجل إنعاشه في المستقبل. وتم شراء المعدات الضرورية من الخارج، ولكن لعدة أسباب لم تتحقق الخطة. وبدلاً من ذلك تم تحنيط جسده ووضعه في معرض دائم في ضريح لينين في موسكو، حيث يتم عرضه حتى يومنا هذا. تم تصميم الضريح نفسه بواسطة أليكسي شتشوسيف على هرم زوسر وقبر قورش.

### جوتفريد كنوش
في أواخر القرن التاسع عشر في فنزويلا أجرى طبيب ألمانيّ المولد، واسمه جوتفريد كنوش تجارب في التحنيط في مختبره في الغابة بالقرب من لاغويرا. حيث طور سائل تحنيط (يعتمد على مركب كلوريد الألومنيوم) يحنط الجثث دون الحاجة إلى إزالة الأعضاء الداخلية. ولم يتم الكشف عن تركيبة السائل الخاص به ولم يتم اكتشافها. وفُقدت معظم المومياوات العديدة التي تم إنشاؤها باستخدام السائل (بما في ذلك هو وعائلته المباشرة) أو تعرضت لأضرار بالغة من قبل المخربين واللصوص.

### سوموم
في عام 1975 قدمت منظمة باطنية تحمل اسم سوموم «التحنيط الحديث» وهي خدمة تستخدم التقنيات الحديثة جنبًا إلى جنب مع جوانب من الأساليب القديمة للتحنيط. وكان أول شخص خضع لعملية تحنيط سوموم الحديثة رسميًا هو مؤسس سوموم: سوموم بونوم آمين رع الذي توفي في يناير 2008. وتعتبر سوموم حاليًا «شركة التحنيط التجارية» الوحيدة في العالم.

### آلان بيليس
في عام 2010 قام فريق بقيادة عالم الآثار الشرعي ستيفن باكلي بتحنيط آلان بيليس باستخدام تقنيات تستند إلى 19 عامًا من البحث عن التحنيط المصري للأسرة الثامنة عشر. وقد تم تصوير العملية للتلفزيون من أجل الفيلم الوثائقي تحنيط آلان: سر مصر الأخير (Mummifying Alan: Egypt Last Secret). واتخذ بيليس قرارًا بالسماح بتحنيط جسده بعد تشخيص إصابته بالسرطان في عام 2009. ويقيم جسده حاليًا في متحف جوردون بلندن.

## التلدين
التلدين هي تقنية تستخدم في علم التشريح للحفاظ على الأجسام أو أجزاء الجسم. حيث يتم استبدال الماء والدهون ببعض أنواع البلاستيك، مما ينتج عنه عينات يمكن لمسها ولا تشم ولا تتحلل، بل وتحتفظ بمعظم الخصائص المجهرية للعينة الأصلية.
ابتكر هذه التقنية غونتر فون هاغينز عندما كان يعمل في المعهد التشريحي بجامعة هايدلبرغ عام 1978. وقد حصل فون هاغينز على براءة اختراع لهذه التقنية في عدة بلدان ويشارك بشكل كبير في الترويج لها، خاصةً بصفته مبتكر ومدير معارض عوالم الجسد المتنقلة، حيث يعرضون أجسامًا بشرية على الصعيد الدولي. كما أسس ويدير معهد البلاستيشن في هايدلبرغ.
يوجد لدى أكثر من 40 مؤسسة في جميع أنحاء العالم مرافق للبلاستيك خاصة للبحث والدراسة الطبية، والأكثر ارتباطًا بالجمعية الدولية للبلاستيشن (التلدين).

## علاج المومياوات القديمة في العصر الحديث

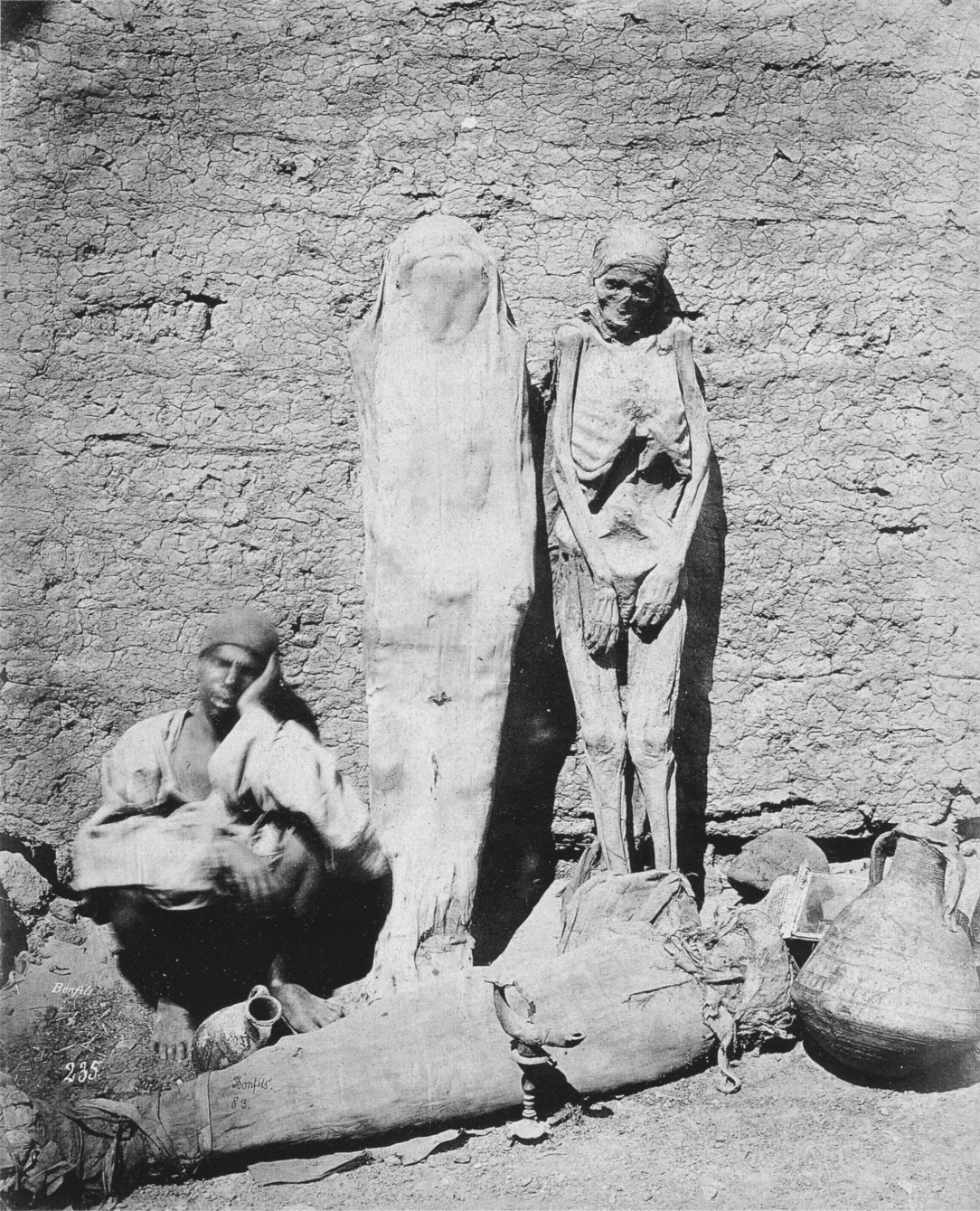
بائع مومياء مصري عام 1875

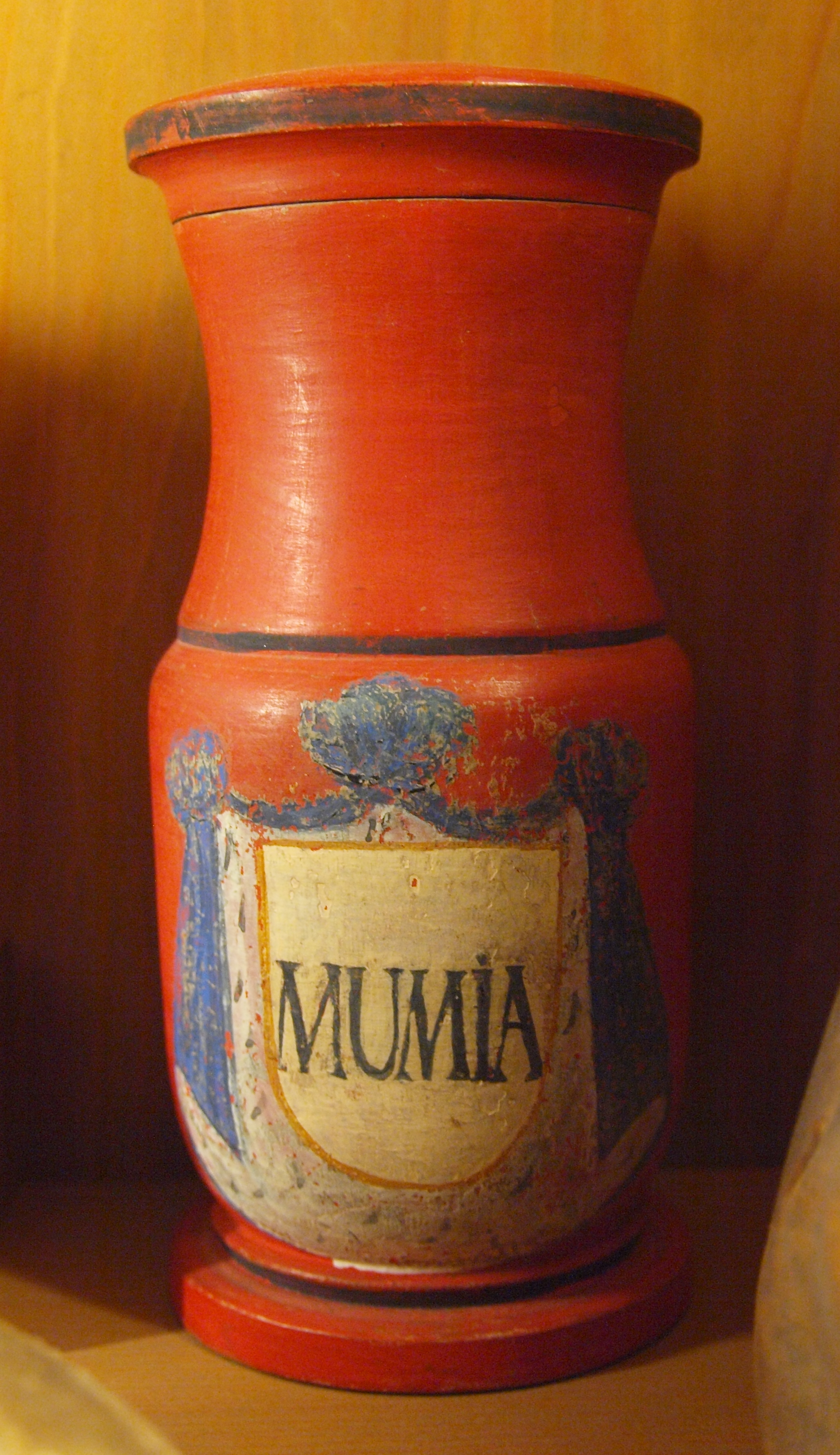
من القرن الثامن عشر الباريلو كان يستخدم لتخزين الموميا

في العصور الوسطى وبناءً على ترجمة خاطئة من المصطلح العربي للقار (البيتومين)، كان يُعتقد أن المومياوات تمتلك خصائص علاجية. ونتيجة لذلك أصبح من الشائع طحن المومياوات المصرية إلى مسحوق لبيعها واستخدامها كدواء. وعندما أصبحت المومياوات الفعلية غير متوفرة، تم استبدال الجثث بجثث مجففة بالشمس للمجرمين والعبيد والأشخاص الانتحاريين من قبل التجار الكاذبين. وقيل أن المومياوات لها الكثير من الخصائص العلاجية. وأوصى بها كلاً من فرانسيس بيكون وروبرت بويل لعلاج الكدمات ومنع النزيف. ويبدو أن تجارة المومياوات كانت محل استياء من قبل السلطات التركية التي حكمت مصر - فقد تم سجن العديد من المصريين لغليهم المومياوات لإنتاج الزيت عام 1424. ومع ذلك كان الطلب مرتفعًا على المومياوات في أوروبا وكان من الممكن شرائها بالمبلغ المناسب من المال. قام جون سناديرسون وهو تاجر إنجليزي زار مصر في القرن السادس عشر بشحن ستمائة باوند من المومياء إلى إنجلترا.
تطورت هذه الممارسة إلى تجارة واسعة النطاق ازدهرت حتى أواخر القرن السادس عشر. فقبل قرنين من الزمان كانت المومياوات لا يزال يُعتقد أن لها خصائص طبية لوقف النزيف، وكان يتم بيعها كأدوية في شكل مسحوق كما هو الحال في الرجل المبلل. كما استفاد الفنانون من المومياوات المصرية. فهناك صبغة بنية اللون تُعرف باسم مومياء بنية وتستند إلى مومياء (تسمى أحيانًا كبوت مورتوم بالاتينية تعني رأس الموت)، والتي تم الحصول عليها في الأصل عن طريق طحن المومياوات المصرية البشرية والحيوانية. وكان الأكثر شيوعًا في القرن السابع عشر ولكن تم إيقافه في أوائل القرن التاسع عشر عندما أصبح تكوينه معروفًا بشكل عام للفنانين الذين استبدلوا الصباغ المذكور بمزيج مختلف تمامًا - ولكن مع الاحتفاظ بالاسم الأصلي أو المومياء أو المومياء البني الذي ينتج عنه نفس اللون. صبغة ومعادن مطحونة (أكاسيد وأتربة محترقة) و/أو مزيج من مسحوق اللثة والأوليوريسين (مثل المر واللبان) وكذلك القار المطحون. وقد ظهرت هذه الخلطات في السوق على أنها مزيفة لصبغة مومياء مجففة ولكن تم اعتبارها في نهاية المطاف بدائل مقبولة بمجرد عدم السماح بتدمير المومياوات العتيقة. كما تم إرسال عدة آلاف من القطط المحنطة من مصر إلى إنجلترا لتتم معالجتها لاستخدامها في الأسمدة.
فخلال القرن التاسع عشر وبعد اكتشاف المقابر والتحف الأولى في مصر، كان علم المصريات موضة كبيرة في أوروبا وخاصة في إنجلترا الفيكتورية. وقد كان الأرستقراطيون الأوروبيون يسلون أنفسهم أحيانًا عن طريق شراء المومياوات وفكها وعقد جلسات المراقبة. رائد هذا النوع من الترفيه في بريطانيا كان توماس بيتيجرو المعروف باسم «مومياء» بيتيجرو بسبب عمله. وقد دمرت جلسات الفتح مئات المومياوات؛ ذلك لأن التعرض للهواء تسبب في تفككها.
تم توثيق استخدام المومياوات كوقود للقاطرات بواسطة مارك توين (على الأرجح على سبيل المزاح أو الدعابة)، لكن حقيقة القصة لا تزال محل نقاش. وخلال الحرب الأهلية الأمريكية قيل إن أغطية المومياء كانت تستخدم لتصنيع الورق. لكن الدليل على حقيقة هذه الادعاءات لا يزال ملتبسًا. وأفاد الباحث بن رادفورد أن هيذر برينجل كتبت في كتابها مؤتمر المومياء (The Mummy Congress): «لم يتمكن أي خبير مومياء من توثيق القصة ... يبدو أن توين (Twain) هو المصدر الوحيد المنشور - وهو مصدر مشكوك فيه إلى حد ما». كتبت برينجل أيضًا أنه لا يوجد دليل على «ورقة المومياء» أيضًا. ويقول رادفورد أيضًا أن العديد من الصحفيين لم يؤدوا عملًا جيدًا في أبحاثهم، وعلى الرغم من حقيقة أن المومياوات لم تحصل على الاحترام في كثير من الأحيان في القرن التاسع عشر فلا يوجد دليل على هذه الشائعات.
بينما تم استخدام المومياوات في الطب أثار بعض الباحثين تساؤلات حول هذه الاستخدامات الأخرى مثل صناعة الورق والطلاء وتزويد القاطرات بالوقود وتسميد الأرض.

## وصلات خارجية
- James M. Deem's Mummy Tombs
- Naturally Preserved Peruvian Mummies
- مومياءات القطط
- التحنيط لدى المصريين القدماء والإنكا
- أنقر على المومياء
- معرض مومياءات الحيوانات
- U.S. Museum to Return Ramses I Mummy to Egypt, an article from the الجمعية الجغرافية الوطنية website
- Evidence that a West-East admixed population lived in the Tarim Basin as early as the early Bronze Age